# Eopenthes konae
Eopenthes konae är en skalbaggsart som beskrevs av Sharp 1885. Eopenthes konae ingår i släktet Eopenthes och familjen knäppare. Inga underarter finns listade i Catalogue of Life.